# HD 187123
HD 187123 è una stella di sequenza principale di tipo G di ottava magnitudine situata a circa 150 anni luce di distanza nella costellazione del Cigno. Come il nostro Sole, è una nana gialla (tipo spettrale G5V). Non è visibile ad occhio nudo, ma dovrebbe essere un obiettivo facile con un binocolo o un piccolo telescopio. 

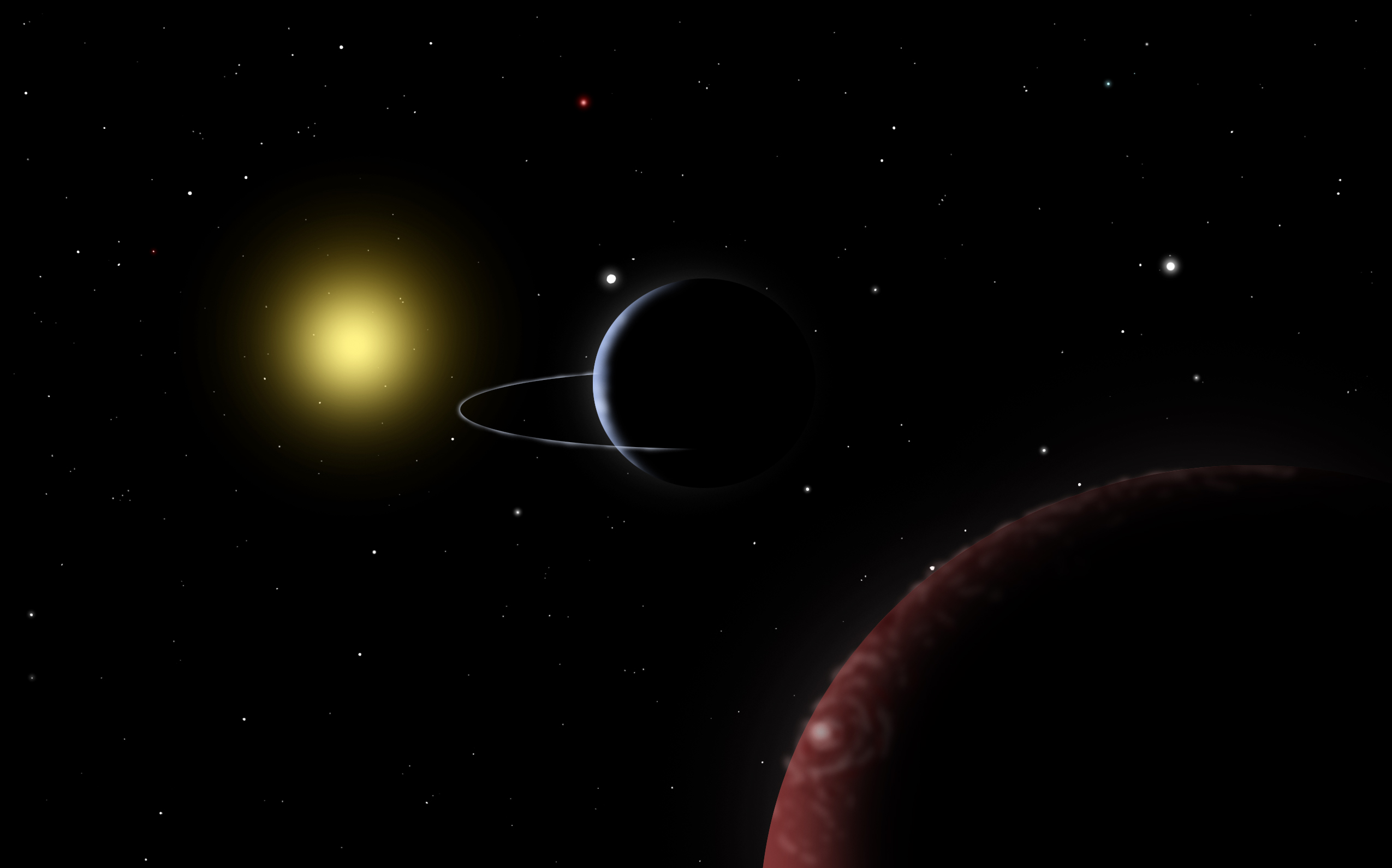
HD 187123 ha un sistema planetario con almeno due pianeti. Rappresentazione artistica dei pianeti HD 187123 b e c.

## Sistema planetario
Nel 1998 il team di California e Carnegie Planet Search, dopo aver seguito un suggerimento di Kevin Apps, che all'epoca era uno studente universitario trovò un possibile pianeta in orbita attorno alla stella. C'erano anche indicazioni di un altro corpo più distante in orbita e questa affermazione è stata pubblicata nel 2006. Questo secondo pianeta è stato confermato nel 2009. 

### Prospetto del sistema[7][2]
| Pianeta | Tipo             | Massa         | Periodo orb.     | Sem. maggiore | Eccentricità | Scoperta |
| ------- | ---------------- | ------------- | ---------------- | ------------- | ------------ | -------- |
| b       | Gioviano caldo   | >0,5074 MJ    | 3,0965886 giorni | 0,04213 au    | 0,0076       | 1998     |
| c       | Giove eccentrico | >1818±0,25 MJ | 3324±46 giorni   | 4,417 au      | 0,28         | 2006     |